# پاپ‌کورن چیکن

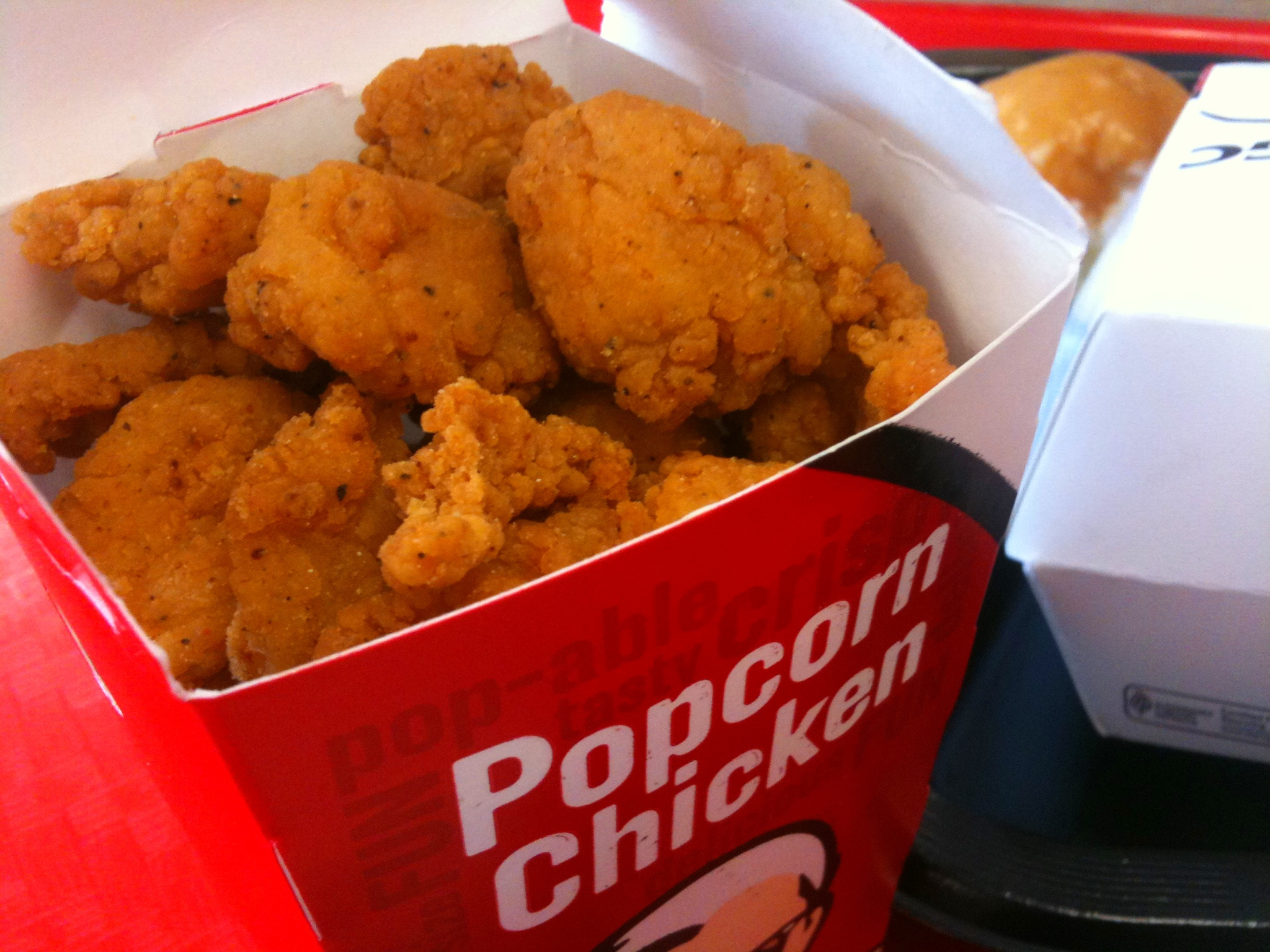
پاپ‌کورن چیکن کی‌اف‌سی

پاپ‌کورن چیکن (انگلیسی: Popcorn chicken) یا مرغ سوخاری پاپ‌کورن غذایی متشکل از تکه‌های کوچک و لقمه ای مرغ (تقریباً کمی بزرگتر از اندازه دانه‌های ذرت بو داده) است که در آرد سوخاری خوابانده و سرخ شده‌اند. این ایده در ابتدا توسط کی‌اف‌سی در دهه ۱۹۹۰ توسعه یافت اما از آن زمان تا کنون گسترش بیشتری پیدا کرده است.